# France Nuyen
France Nuyen, nom de scène de France Nguyen Van Nga, née le 31 juillet 1939 à Marseille (Bouches-du-Rhône), est une actrice française.

## Biographie

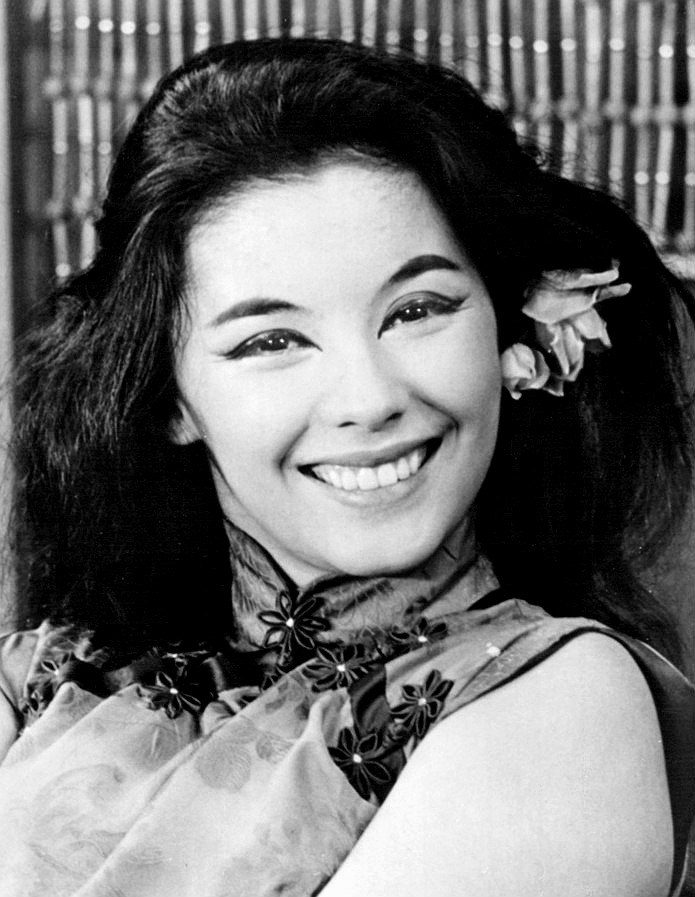
En 1958

D'ascendance française par sa mère et vietnamienne par son père, France Nuyen est élevée dans sa ville natale, avant de partir en 1955 (à seize ans) aux États-Unis, où elle s'installe définitivement.
Repérée par un photographe de Life, elle fait la couverture du magazine le 6 octobre 1958, à l'occasion de ses débuts au théâtre à Broadway (New York) huit jours après, le 14 octobre 1958, dans une adaptation (mise en scène par Joshua Logan) du roman Le Monde de Suzie Wong de Richard Mason, où elle tient le rôle-titre, avec William Shatner pour partenaire. La pièce bénéficie de 508 représentations, jusqu'au 2 janvier 1960.
La même année 1958 sort le premier film de la jeune actrice (qui vient d'adopter le pseudonyme de France Nuyen), South Pacific de Joshua Logan. Dans cette adaptation de la comédie musicale du même titre, elle interprète Liat (rôle créé à Broadway en 1949 par Betta St. John), aux côtés de Mitzi Gaynor, Rossano Brazzi et John Kerr.
En tout, elle collabore à dix-neuf films américains, disséminés jusqu'en 2008. S'y ajoutent un film britannique en 1963 (L'Affaire Winston (en) de Guy Hamilton, avec Robert Mitchum) et une coproduction américano-sud-africaine en 1972 (Les espions meurent à l'aube de Robert Day, avec Stephen Boyd, Cameron Mitchell et Ray Milland).
Parmi ses autres films notables, citons Une histoire de Chine de Leo McCarey (1962, avec William Holden et Clifton Webb), Le Seigneur d'Hawaï de Guy Green (1963, avec Charlton Heston, Yvette Mimieux et George Chakiris), La Bataille de la planète des singes de J. Lee Thompson (1973, avec Roddy McDowall, Claude Akins et Natalie Trundy), ou encore Le Club de la chance de Wayne Wang (1993, avec Lisa Lu et Ming-Na).
Pour la télévision, à partir de 1958, elle contribue à sept téléfilms et à trente-deux séries, dont Les Espions (1966-1968, quatre épisodes, avec Robert Culp qui sera brièvement son époux, avant un divorce), Columbo (1978, un épisode) et Hôpital St Elsewhere (1986-1988, vingt-six épisodes). Elle effectue sa dernière prestation (hormis plusieurs comme elle-même) à la télévision dans un épisode, diffusé en 1999, d’Au-delà du réel : L'aventure continue.
Titulaire depuis 1986 d'une maîtrise en psychologie clinique, France Nuyen entame dès lors une seconde carrière en ce domaine.

## Théâtre (à Broadway)
- 1958-1960 : Le Monde de Suzie Wong (The World of Suzie Wong), adaptation par Paul Osborn du roman éponyme de Richard Mason, mise en scène de Joshua Logan, costumes de Dorothy Jeakins, avec William Shatner

## Filmographie

### Cinéma (intégrale)

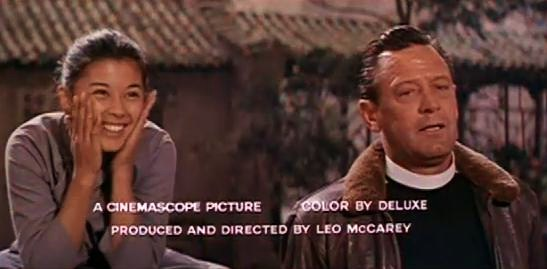
Avec William Holden, dans Une histoire de Chine (1962)

(films américains, sauf mention contraire)
- 1958 : South Pacific de Joshua Logan
- 1958 : Le Temps de la peur (In Love and War) de Philip Dunne
- 1961 : La Dernière Fois que j'ai vu Archie (The Last Time I Saw Archie) de Jack Webb
- 1962 : Une histoire de Chine (Satan Never Sleeps) de Leo McCarey
- 1962 : Citoyen de nulle part (A Girl Named Tamiko) de John Sturges
- 1963 : Le Seigneur d'Hawaï (Diamond Head) de Guy Green
- 1963 : L'Affaire Winston (Man in the Middle) de Guy Hamilton (film britannique)
- 1966 : Dimension 5 de Franklin Adreon
- 1971 : Le Dernier Train pour Frisco (One More Train to Rob) d'Andrew V. McLaglen
- 1971 : Slingshot (réalisateur non-spécifié)
- 1972 : Les espions meurent à l'aube (The Big Game) de Robert Day (film américano-sud-africain)
- 1973 : La Bataille de la planète des singes (Battle for the Planet of the Apes) de J. Lee Thompson
- 1990 : China Cry : A True Story de James F. Collier
- 1991 : Write to Kill de Ruben Preuss
- 1993 : Le Club de la chance (The Joy Luck Club) de Wayne Wang
- 1994 : Le Prix de la passion (A Passion to Kill) de Rick King
- 1995 : Angry Cafe d'Eric Koyanagi
- 1997 : The Magic Pearl, film d'animation de Bob Curtis (voix)
- 1997 : A Smile Like Yours de Keith Samples
- 2003 : The Battle of Shaker Heights (en) d'Efram Potelle (en) et Kyle Rankin et Kyle Rankin et Kyle Rankin
- 2008 : The American Standards de Joe Wehinger

### Télévision (sélection)

#### Séries télévisées
- 1960 : Hong Kong

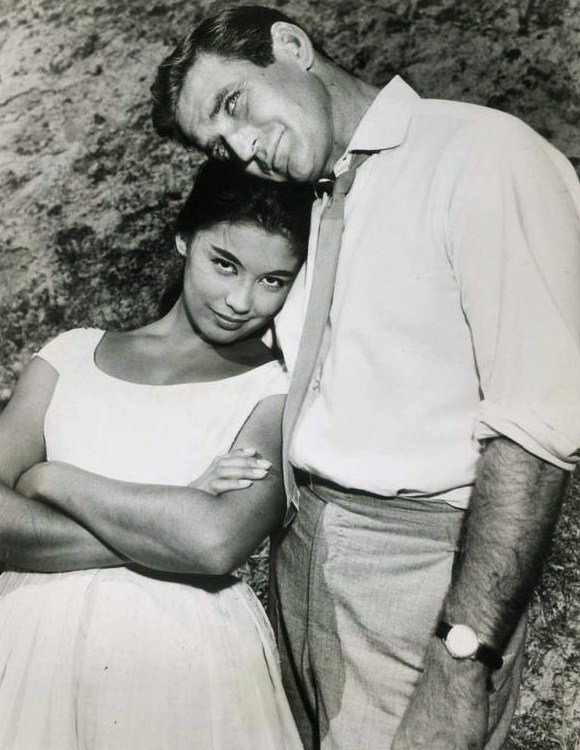
Avec Rod Taylor, dans Hong Kong
(1960, photo promotionnelle)

  - Saison unique, épisode 1 Clear for Action d'Ida Lupino
- 1960 : Aventures dans les îles (Adventures in Paradise)
  - Saison 2, épisode 8 Pour une perle (One Little Pearl) de Robert Florey
- 1965 : L'Homme à la Rolls (Burke's Law), première série
  - Saison 3, épisode 7 The Prisoner of Mr. Sin
- 1965 : Des agents très spéciaux (The Man from U.N.C.L.E.)
  - Saison 2, épisode 10 Opération volcan (The Cherry Blossom Affair) de Joseph Sargent
- 1966 : Gunsmoke ou Police des plaines (Gunsmoke ou Marshal Dillon)
  - Saison 11, épisode 24 Honor Before Justice
  - Saison 12, épisode 6 Gunfighter, R.I.P. de Mark Rydell
- 1966-1967 : Les Espions (I Spy)
  - Saison 1, épisode 15 Le Tigre (The Tiger, 1966) de Paul Wendkos et épisode 17 Toujours dire au revoir (Always Says Goodbye, 1966)
  - Saison 2, épisode 25 Le Miroir de la vérité (Magic Mirror, 1967) de Tom Gries
  - Saison 3, épisode 13 L'Impératrice Yankee (An American Express, 1967) d'Earl Bellamy
- 1968 : Star Trek
  - Saison 3, épisode 13 : Hélène de Troie (Elaan of Troyius) : Elaan
- 1971-1977 : Hawaï police d'État (Hawaii Five-0)
  - Saison 4, épisode 1 Recherche archéologique (Highest Castle, Deepest Grave, 1971) de Charles S. Dubin
  - Saison 7, épisode 17 Petit témoin, grand crime (Small Witness, Large Crime, 1975) de Bruce Bilson
  - Saison 9, épisode 15 En joue... (Ready, Aim..., 1977) de Jerry London
- 1974 : Le Magicien (The Magician)
  - Saison unique, épisode 16 The Illusion of the Lost Dragon
- 1974 : L'Homme qui valait trois milliards (The Six Million Dollar Man)
  - Saison 1, épisode 12 La Vérité (The Coward) de Reza Badiyi
- 1974 : Kung Fu
  - Saison 3, épisode 4 Le Pardon (A Small Beheading) de Richard Lang
- 1976 : Sergent Anderson (Police Woman)
  - Saison 3, épisode 10 La Fin d'un rêve (The Death of a Dream)
- 1977 : Drôles de dames (Charlie's Angels)
  - Saison 2, épisodes 1 et 2 Où est passé Charlie ?, 1re et 2e parties (Angels in Paradise, Parts I & II) de Charles S. Dubin
- 1978 : Columbo
  - Saison 7, épisode 2 Meurtre à la carte (Murder Under Glass) de Jonathan Demme
- 1978-1980 : L'Île fantastique (Fantasy Island)
  - Saison 1, épisode 2 Return to Fantasy Island (1978) de George McCowan
  - Saison 2, épisode 8 Return / The Toughest Man Alive (1978) d'Earl Bellamy
  - Saison 3, épisode 21 Jungle Man / Mary Ann and Miss Sophisticate (1980)
  - Saison 4, épisode 5 The Love Doctor / Pleasure Palace / Possessed (1980) d'Earl Bellamy
- 1985 : Magnum (Magnum, P.I.)
  - Saison 5, épisode 21 Torah, Torah, Torah de Leo Penn
- 1986 : Hôpital St Elsewhere (St. Elsewhere)
  - Saisons 5 et 6, 26 épisodes : Dr Paulette Kiem
- 1990 : Côte Ouest (Knots Landing)
  - Saison 11, épisode 25 Le Reproche (The One to Blame) de Michele Lee, épisode 26 Un amour fluctuant (My Love Always), épisode 27 Si je pouvais mourir (If I Die Before I Wake) de Joseph L. Scanlan, épisode 28 Les Admirateurs (The Fan Club) et épisode 29 Si on se mariait (Let's Get Married) de Jerome Courtland : Dr Carroll
- 1993 : Arabesque (Murder, She Wrote)
  - Saison 10, épisode 1 Mort à Hong Kong (A Death in Hong Kong) de Vincent McEveety
- 1999 : Au-delà du réel : L'aventure continue (The Outer Limits), deuxième série
  - Saison 5, épisode 11 : L'Éventreur (Ripper) de Mario Azzopardi

#### Téléfilms
- 1973 : The Horror at 37,000 Feet de David Lowell Rich
- 1977 : Code Name : Diamond Head de Jeannot Szwarc
- 1995 : OP Center de Lewis Teague